# أمازيغية الشلف
أمازيغية الشلف أو أمازيغية حوض الشلف هي مجموعة لهجات أمازيغية يُتَحَدَّثُ بها في بعض المناطق بولاية الشلف في الجزائر. تصنف لهجة الشلف عادة ضمن اللهجة الشناوية إحدى اللهجات الزناتية الجزائرية الغربية، يقول روجر بلينش أن هذه اللهجة هي جزء من مجموعة اللغات الريفية.